# Llac Zerenda
El Llac Zerenda (rus: Зеренда) és un petit llac que es troba al centre-nord del Kazakhstan, es troba just a l'oest de Zerendi, Districte de Zerendi, a la Província d'Akmolà. El llac Zerenda és de derivació tectònica, i es troba a 370 msnm, hi ha poca costa escarpada i està envoltat de petites muntanyes cobertes de boscos de bedolls i pins. El llit del llac és pla, de sorra, de vegades cobert de còdols. La longitud del llac és de 7 km i la profunditat és de 6 m. L'aigua del llac és fresca i clara; i la temperatura de l'aigua a l'estiu arriba als 24 °C. La magnífica naturalesa d'aquest llac atrau molts turistes a Zerendi.